# 北光州駅
北光州駅（プククァンジュえき）は、大韓民国光州広域市北区にかつて存在した、朝鮮総督府鉄道光州線の駅である。

## 歴史
- 1922年7月1日 - 雲岩駅として開業。
- 1944年6月15日 - 廃止[1]。
- 1958年4月29日 - 再開業。
- 1958年11月1日 - 北光州駅に改称。
- 1974年8月15日 - 廃止[2]